# Campionat d'escacs de l'Uzbekistan
El campionat d'escacs de l'Uzbekistan és un torneig d'escacs que serveix per determinar el campió absolut de l'Uzbekistan.

## Quadre d'honor
| #  | Any  | Guanyador                                                   |
| -- | ---- | ----------------------------------------------------------- |
| 1  | 1930 | Azmiddine Khodzhaev                                         |
| 2  | 1931 | Fyodor Duz-Khotimirsky                                      |
| 3  | 1932 | Sergey von Freymann                                         |
| 4  | 1934 | Vassili Panov (fora de concurs), Sergey von Freymann        |
| 5  | 1935 | Sergey von Freymann                                         |
| 6  | 1937 | Sergey von Freymann                                         |
| 7  | 1938 | Nikoly Rudnev                                               |
| 8  | 1940 | Skripkin                                                    |
| 9  | 1944 | Vitali Txekhover                                            |
| 10 | 1945 | H. Abdullaev                                                |
| 11 | 1946 | A. Airapetov, S. Khodzhibekov                               |
| 12 | 1947 | H. Abdullaev                                                |
| 13 | 1948 | Henrik Kasparian (fora de concurs), A. Airapetov (3r)       |
| 14 | 1949 | Zakir Khodzhaev                                             |
| 15 | 1950 | Vitaly Tarasov (fora de concurs), Georgy Shakh-Zade         |
| 16 | 1951 | Alexey Suetin (fora de concurs), Vishniatsky                |
| 17 | 1952 | Mamadzhan Mukhitdinov, Sarvarov                             |
| 18 | 1953 | Batygin, Alexander Grushevsky                               |
| 19 | 1954 | Batygin                                                     |
| 20 | 1955 | Leonid Shamkovich (fora de concurs), Alexander Grushevsky   |
| 21 | 1956 | Alexander Grushevsky                                        |
| 22 | 1957 | Víktor Kortxnoi (fora de concurs), Mamadzhan Mukhitdinov    |
| 23 | 1958 | Alexander Grushevsky                                        |
| 24 | 1959 | L. Barenbaum                                                |
| 25 | 1960 | Alexander Grushevsky                                        |
| 26 | 1961 | Alexander Grushevsky, Georgy Shakh-Zade                     |
| 27 | 1962 | Alexander Grushevsky                                        |
| 28 | 1963 | Alexander Grushevsky, Isaak Birbrager                       |
| 29 | 1964 | Isaak Birbrager, Evgeny Mukhin                              |
| 30 | 1965 | Issaak Boleslavski (fora de concurs), Mamadzhan Mukhitdinov |
| 31 | 1966 | Georgy Borisenko                                            |
| 32 | 1967 | ?                                                           |
| 33 | 1968 | Georgy Borisenko                                            |
| 34 | 1969 | Sergey Pinchuk                                              |
| 35 | 1970 | Leonid Maslov                                               |
| 36 | 1971 | Georgy Borisenko                                            |
| 37 | 1972 | Leonid Maslov                                               |
| 38 | 1973 | Leonid Maslov                                               |
| 39 | 1974 | Levon Grigorian                                             |
| 40 | 1975 | Levon Grigorian                                             |
| 41 | 1976 | Georgy Agzamov, Valery Loginov                              |
| 42 | 1977 | I. Ivanov                                                   |
| 43 | 1978 | I. Ivanov                                                   |
| 44 | 1979 | Vladimir Egin                                               |
| 45 | 1980 | ?                                                           |
| 46 | 1981 | Georgy Agzamov                                              |
| 47 | 1982 | Valery Loginov                                              |
| 48 | 1983 | Raset Ziatdinov                                             |
| 49 | 1984 | Valery Loginov                                              |
| 50 | 1985 | Raset Ziatdinov                                             |
| ?  | 1988 | Sergey Zagrebelny                                           |
| ?  | 1989 | Alexander Graf (com a Aleksandr Nenàixev)                   |
| ?  | 1990 | Sergey Zagrebelny                                           |
| ?  | ?    | ?                                                           |
| ?  | 1993 | Saidali Iuldachev                                           |
| 67 | 2002 | Sergey Zagrebelny                                           |
| 68 | 2003 | Saidali Iuldachev[1]                                        |
| 69 | 2004 | Vladimir Egin                                               |
| 70 | 2005 | Anton Filippov                                              |
| 71 | 2006 | Aleksei Bàrsov                                              |
| 72 | 2007 | Anton Filippov                                              |
| 73 | 2008 | Dzhurabek Khamrakulov                                       |
| 74 | 2009 | Dzhurabek Khamrakulov                                       |
| 75 | 2010 | Aleksei Bàrsov[2]                                           |
| 76 | 2011 | Andrey Kvon[3]                                              |
| 77 | 2012 | Marat Dzhumaev[4]                                           |
| 78 | 2013 | Dzhurabek Khamrakulov                                       |
| 79 | 2014 | Ulugbek Tillyaev                                            |
| 80 | 2015 | Marat Dzhumaev                                              |
| 81 | 2016 | Nordibek Yakubboev                                          |
| 82 | 2017 | Alisher Begmuratov                                          |
| 83 | 2018 | Nordibek Yakubboev                                          |
| 84 | 2019 | Javokhir Sindarov                                           |
| 85 | 2020 | Nordibek Yakubboev                                          |
| 86 | 2021 | Javokhir Sindarov                                           |
|    | 2024 | Javokhir Sindarov                                           |

## Femení
| Any  | Guanyadora                |
| ---- | ------------------------- |
| 2001 | Iroda Khamrakulova        |
| 2002 | Olga Son                  |
| 2003 | Lidia Malinicheva         |
| 2004 | Olga Kim                  |
| 2005 | Iroda Khamrakulova        |
| 2006 | Olga Sabirova             |
| 2007 | Iroda Khamrakulova        |
| 2008 | Nafisa Muminova           |
| 2009 | Nafisa Muminova           |
| 2010 | Olga Sabirova             |
| 2011 | Nafisa Muminova           |
| 2012 | Sarvinoz Kurbonboeva      |
| 2013 | Hulkar Tohirjonova        |
| 2014 | Sarninoz Kurbonboeva      |
| 2015 | Sarvinoz Kurbonboeva      |
| 2016 | Gulrukhbegim Tokhirjonova |
| 2017 | Nodira Nadirjanova        |
| 2018 | Gulrukhbegim Tokhirjonova |
| 2019 | Nilufar Yakubbaeva        |
| 2020 | Nilufar Yakubbaeva        |
| 2021 | Nilufar Yakubbaeva        |
| 2022 | Umida Omonova             |
| 2024 | Umida Omonova             |